# Ожежин
Ожежин (пол. Orzeżyn) — село в Польщі, у гміні Блашки Серадзького повіту Лодзинського воєводства.
Населення — 255 осіб (2011).
У 1975-1998 роках село належало до Серадзького воєводства.

## Демографія
Демографічна структура станом на 31 березня 2011 року:
|          | Загалом | Допрацездатний вік | Працездатний вік | Постпрацездатний вік |
| -------- | ------- | ------------------ | ---------------- | -------------------- |
| Чоловіки | 122     | 29                 | 76               | 17                   |
| Жінки    | 133     | 27                 | 71               | 35                   |
| Разом    | 255     | 56                 | 147              | 52                   |